# David Forbes (zeiler)
David John Oliver Forbes  (Sydney, 26 januari 1934 – aldaar, 21 mei 2022) was een Australisch zeiler.
Forbes eindigde tijdens de Olympische Zomerspelen 1968 als zesde in de star. In 1970 werd Forbes wereldkampioen in de 5,5 meter klasse. Forbes behaalde zijn grootste succes tijdens de Olympische Zomerspelen 1972 door samen met John Anderson de gouden medaille te winnen in de star.

## Wereldkampioenschappen
| Jaar | Plaats     | Resultaten |
| ---- | ---------- | ---------- |
| 1970 | Sydney     | 5,5 meter  |
| 1971 | Seawanhaka | 5,5 meter  |
| 1979 | Marstrand  | 18e star   |

## Olympische Zomerspelen
| Jaar | Plaats      | Resultaten |
| ---- | ----------- | ---------- |
| 1968 | Mexico-stad | 6e star    |
| 1972 | München     | star       |
| 1976 | Montreal    | 11e soling |

1932: Andrew Libano / Gilbert Gray ·
1936: Peter Bischoff / Hans-Joachim Weise ·
1948: Hilary Smart / Paul Smart ·
1952: Agostino Straulino / Nicolò Rode ·
1956: Herbert Williams / Lawrence Low ·
1960: Timir Pinegin / Fjodor Sjoetkov ·
1964: Durward Knowles / Cecil Cooke ·
1968: Lowell North / Peter Barrett ·
1972: David Forbes / John Anderson ·
1980: Valentin Mankin / Aleksandr Moezyenko ·
1984: William Earl Buchan / Steven Erickson ·
1988: Mike McIntyre / Bryn Vaile ·
1992: Mark Reynolds / Hal Haenel ·
1996: Torben Grael / Marcelo Ferreira ·
2000: Mark Reynolds / Magnus Liljedahl ·
2004: Marcelo Ferreira / Torben Grael ·
2008: Iain Percy / Andrew Simpson ·
2012: Fredrik Lööf / Max Salminen